# Frances Brandon
Frances Brandon (ur. 16 lipca 1517, zm. 20 listopada 1559) – angielska arystokratka, księżna Suffolk w latach 1551–1554 jako żona Henryka Greya, córka Charlesa Brandona i Marii Tudor, matka królowej Jane Grey, kuzynka króla Edwarda VI oraz królowych Marii I Tudor oraz Elżbiety I.

## Pochodzenie
Urodziła się jako córka Charlesa Brandona, księcia Suffolk i przyjaciela króla Henryka VIII Tudora i Marii Tudor, królewny angielskiej. Miała kilkoro rodzeństwa, ale tylko siostra Eleanor przeżyła dzieciństwo.
Matka Frances w latach 1514–1515 była królową Francji. Małżeństwo jej rodziców zostało zawarte w 1515 kilkanaście tygodni po tym, jak Maria Tudor została wdową – jej pierwszy mąż, król Francji Ludwik XII, zmarł 1 stycznia 1515. Takie zachowanie na krótko skonfliktowało Marię z bratem, królem Anglii Henrykiem VIII Tudorem.
Matką chrzestną Frances została Maria I Tudor, córka Henryka VIII i Katarzyny Aragońskiej. Obie kuzynki w młodości spędzały ze sobą wiele czasu i były przyjaciółkami.
Maria Tudor utraciła dobry kontakt z bratem pod koniec lat 20. XVI w., gdy stanowczo sprzeciwiła się jego działaniom mającym na celu unieważnienie jego małżeństwa z Katarzyną Aragońską, tym samym okazując dezaprobatę Annie Boleyn.

## Małżeństwo i potomstwo
Planowano jej małżeństwo z synem księcia Norfolk Henrym Howardem, jednak ze względów finansowych nie doszło nawet do zaręczyn.
W 1533 z inicjatywy wuja Henryka VIII Frances poślubiła Henry'ego Greya, markiza Dorset. Małżonkowie byli spokrewnieni – ich wspólnym przodkiem była królowa Elżbieta Woodville (Henryk był prawnukiem Tomasza Greya, starszego syna królowej i Johna Greya, jej pierwszego męża). Małżeństwo było raczej zgodne i szczęśliwe.
Frances urodziła pięcioro dzieci, jednak tylko trzy córki przeżyły dzieciństwo:
- Jane Grey (12 października 1537 – 12 lutego 1554),
- Katarzyna Grey (25 sierpnia 1540 – 26 stycznia 1568),
- Maria Grey (1545 – 20 kwietnia 1578).

W 1547 swoją najstarszą córkę, Jane, wysłała na dwór do Katarzyny Parr, wdowy po Henryku VIII.

## Osobowość
W stosunku do córek Frances nie przejawiała nadmiernych uczuć ani sentymentów, zwracała szczególną uwagę na ich maniery oraz wykształcenie. Prawdopodobnie brakowało rodzinnej i ciepłej atmosfery, gdyż Frances była osobą o cierpkim i ponurym usposobieniu. Uchodziła za surową, brutalną i arogancką. Cechowała ją również ambicja.

## Na dworze królewskim
W 1533 odbyła się koronacja drugiej żony Henryka VIII Anny Boleyn; Frances ani jej matka nie wzięły w niej udziału.
Frances w styczniu 1536 wzięła udział w skromnym pogrzebie Katarzyny Aragońskiej, z którą król rozstał się 3 lata wcześniej. Maria Tudor, która w wyniku unieważnienia małżeństwa rodziców została uznana za dziecko nieślubne i utraciła tytuł królewny, nie mogła wziąć udziału w uroczystościach pogrzebowych swojej matki.
Henryk VIII, mimo że uznawał swoje córki Marię i Elżbietę za dzieci nieślubne, to dawał im pierwszeństwo przed Frances i Eleanor Brandon.
W 1551 po śmierci swoich przyrodnich braci Henry’ego i Charlesa została księżną Suffolk, gdyż John Dudley zdecydował, że tytuł księcia Suffolk odziedziczy z praw żony jej mąż Henry.

## Matka królowej
W pierwszej połowie 1553 r. nagle zachorował niespełna 16-letni Edward VI Tudor. Zgodnie z Aktem o Sukcesji z 1544 r. wydanym przez Henryka VIII Tudora, w razie bezpotomnej śmierci jego jedynego syna – Edwarda – tron dziedziczy Maria I Tudor a następnie Elżbieta I. Młody król, przeczuwając swoją śmierć, być może pod wpływem jednego ze swych doradców – Johna Dudleya, zamierzał sam wyznaczyć swego następcę, a raczej następczynię, z braku męskich potomków wśród jego najbliższej rodziny.
Edward opracował instrukcję w sprawie sukcesji, w której wydziedziczył swoje dwie siostry z racji uznania ich w latach 30. XVI w. za dzieci nieślubne (małżeństwa Henryka VIII z Katarzyną Aragońską i Anną Boleyn zostały unieważnione). Córka Małgorzaty Tudor a zarazem kuzynka Edwarda i Frances – Małgorzata Douglas została wykluczona z linii sukcesji ze względu na wątpliwości co do legalności małżeństwa jej rodziców. Z kolei królowa Szkocji Maria I Stuart (wnuczka Małgorzaty Tudor), była katoliczką, w dodatku zaręczoną z francuskim następcą tronu. Wybór padł na najstarszą córkę Frances – Jane, która była gorliwą protestantką. Nie do końca jest jasne dlaczego Frances została pominięta, jednak najprawdopodobniej uznawała pomysł wydziedziczenia Marii i Elżbiety za niebezpieczny i nie chciała bezpośrednio zajmować ich miejsca.
Wobec takiego obrotu spraw Frances wraz z mężem podjęła współpracę z Johnem Dudleyem. Pospiesznie przygotowano ślub Jane z jednym z synów Johna, Guilfordem. Małżeństwo zostało zawarte 18 maja 1553 r. Jane była niechętna temu ślubowi, jednak została do niego zmuszona przez rodziców.
6 lipca 1553 Edward VI zmarł. 10 lipca 1553 r. Jane przybyła do Londynu, a Frances niosła tren jej sukni, której zielony kolor był nawiązaniem do barw dynastii Tudorów. Lud jednak nie chciał zaakceptować Jane w roli królowej. 9 dni później Henryk Grey został zmuszony do zakomunikowania swojej córce, że przestała być królową.
Tron Anglii objęła Maria I. Z jej rozkazu w Tower uwięziono córkę, zięcia i męża Frances. Frances, powołując się na dawną znajomość, udała się na audiencję do królowej i błagała o łaskę, ale tylko dla siebie i męża. Henryk Grey został uwolniony. Książę Northumberland został stracony 22 sierpnia 1553.
W lutym 1554 z rozkazu królowej Marii ścięto męża, zięcia i córkę Frances.

## Drugie małżeństwo
Frances ponownie wyszła za mąż rok później za swego koniuszego, Adriana Stokesa. Według innej wersji ślub odbył się już w marcu 1554, czyli kilkanaście dni po egzekucji jej pierwszego męża. Ślub z mężczyzną niższego stanu zabezpieczał Frances przed narzuceniem jej męża przez królową. Popełnienie mezaliansu wywołało skandal i Frances przestała być tytułowana księżną. Z tego małżeństwa pochodziło kilkoro dzieci zmarłych tuż po porodzie.

## Śmierć i dziedzictwo
Frances sporządziła testament na początku listopada 1559, w którym jedynym spadkobiercą uczyniła swego męża. Zmarła 20 listopada 1559. Jej pogrzeb odbył się 5 grudnia 1559 a główną żałobnicą była starsza z żyjących jej córek - Katarzyna. Królowa Elżbieta zadbała o podkreślenie królewskiego pochodzenia swojej kuzynki.
Wdowiec po Frances zlecił wykonanie jej nagrobka w Opactwie Westminsterskim. Umieścił inskrypcję, w której podkreślono pochodzenie księżnej i zawarte przez nią małżeństwa, ale nie było informacji o córkach.
Adrian Stokes ożenił się ponownie i przeżył Frances o 16 lat. Córki Frances popadły w konflikt z królową Elżbietą z powodu zawarcia małżeństw bez jej zgody i zostały uwięzione. Katarzyna miała 2 synów, ale uznano ich za dzieci nieślubne; zmarła 9 lat po matce. Maria zmarła bezpotomnie w 1578.  

## W kulturze
W filmie Lady Jane z 1986 r. w rolę księżnej Suffolk wcieliła się Sara Kestelman.
W literaturze postać Frances pojawia się w powieściach Alison Weir „Niewinna zdrajczyni” oraz Philippy Gregory „Zmierzch Tudorów”.

## Portrety

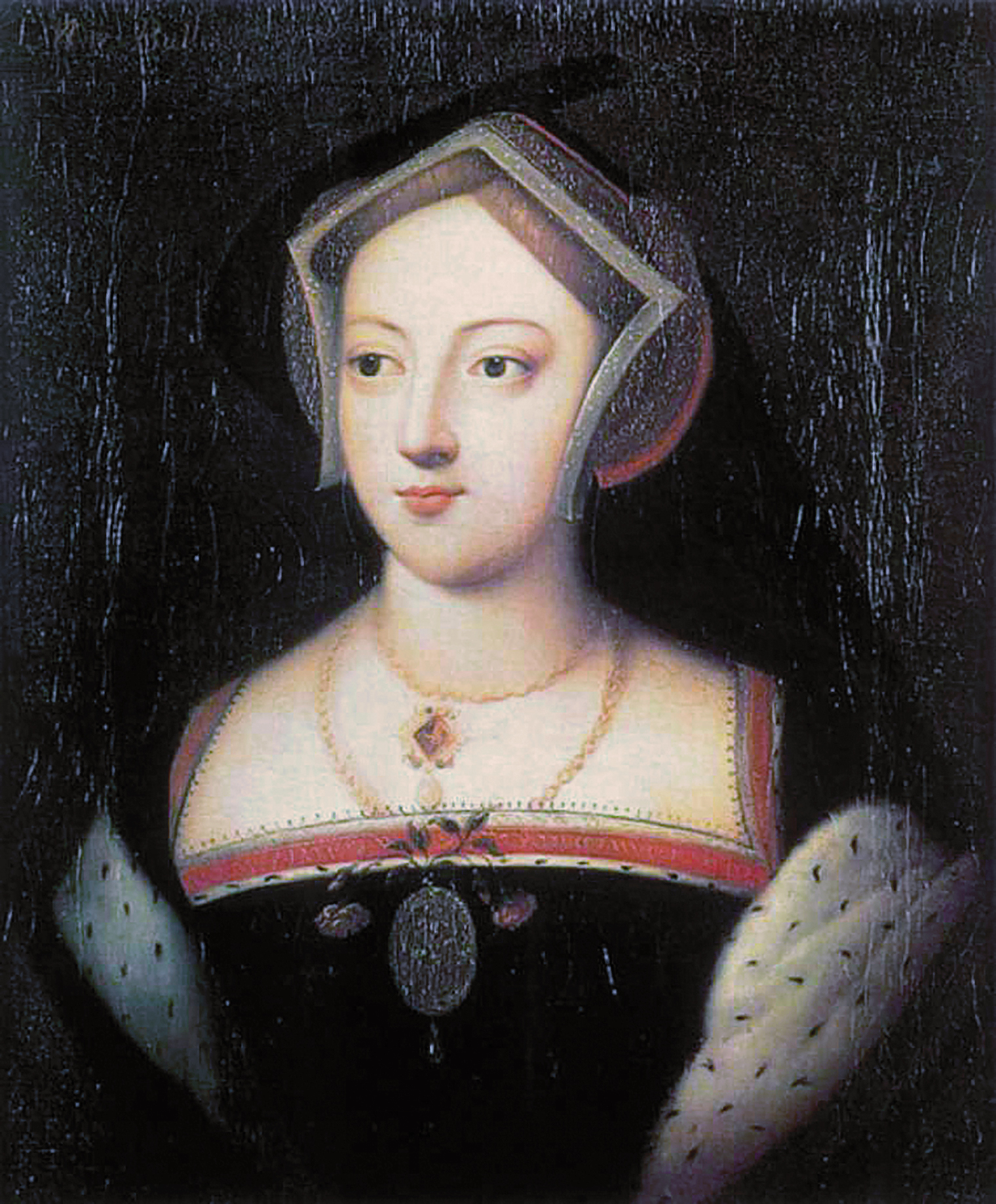
Wizerunek kobiety z XVI w., powszechnie uznawany za portret Marii Boleyn

Wizerunek kobiety znany powszechnie jako portret Marii Boleyn (siostry królowej Anny) w opinii części badaczy przedstawia Frances Brandon. Portret powstał w latach 30. XVI w. i przedstawia kobietę ubraną w futro z gronostaja, co było zarezerwowane dla członków rodziny królewskiej.
Obraz przedstawiający Mary Neville, Lady Dacre i jej syna Gregory'ego Fiennes'a przez wiele lat uznawano za portret Frances Brandon i jej drugiego męża.

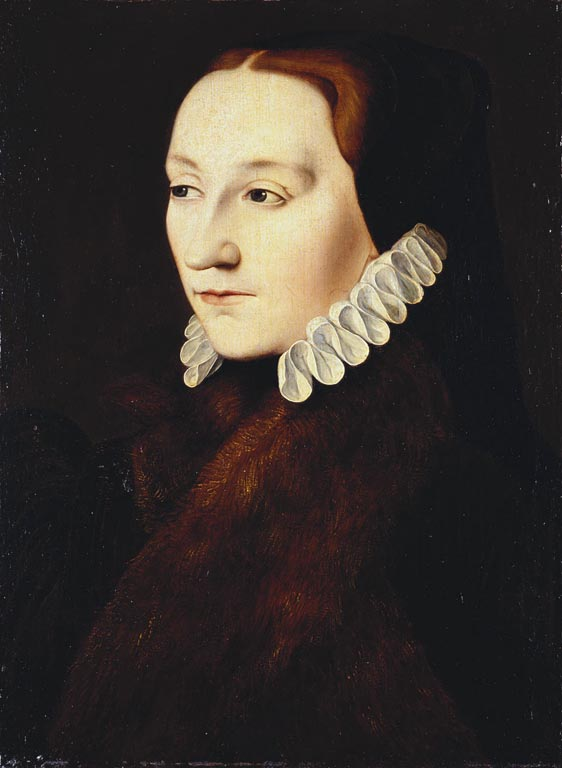
Portret kobiety nieznanego artysty, błędnie uznawany za wizerunek Frances Brandon

Najbardziej znanym portretem księżnej jest obraz nieznanego artysty, który przedstawia młodą kobietę z czarnym nakryciem głowy i z futrzanym narzutem, jednak nie jest to wizerunek Frances Brandon. Portret powstał w 1560, czyli rok po śmierci księżnej i przedstawia 24-latkę.

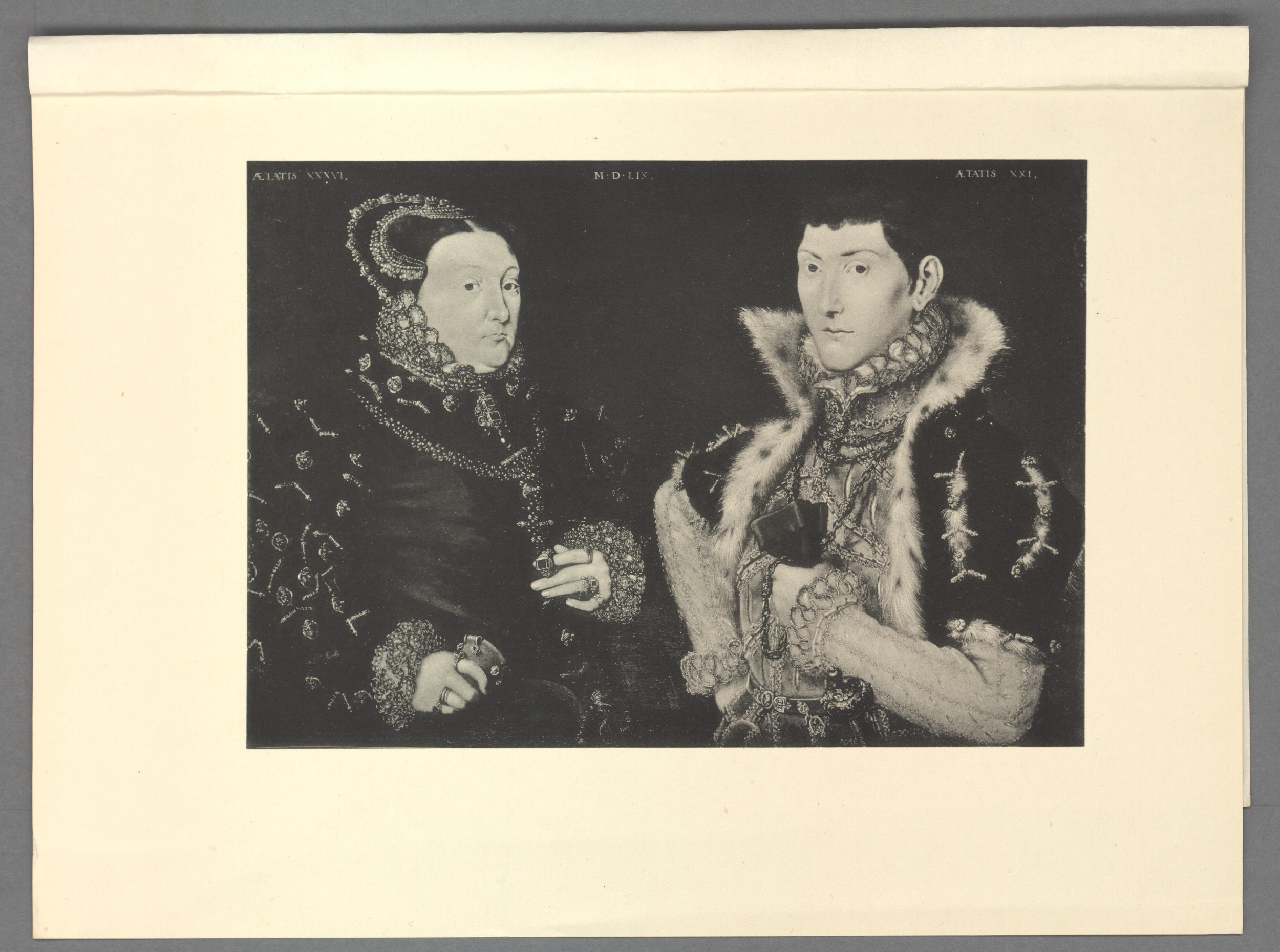
Portret zidentyfikowany pierwotnie jako wizerunek Frances Brandon i Adriana Stokesa, w rzeczywistości to Mary Neville i jej syn Gregory Fiennes